# Jayden Bartels
Jayden Isabel Bartels, nota come Jayden Bartels, (Los Angeles, 1º novembre 2004) è un'attrice, cantante e youtuber statunitense.
È conosciuta per aver recitato in Coop & Cami: A voi la scelta e in  Lex & Presley, serie televisive adolescenziali rispettivamente di Disney Channel e Nickelodeon.

## Televisione
- Mamme sull'orlo di una crisi da ballo (Dance Moms), 2016 - Lifetime
- Expert Attempters, 2017  - Nickelodeon USA
- Camp Nick, 2019 - Nickelodeon USA - Reality show - concorrente
- #KidsTogether: The Nickelodeon Town Hall, 2020 - Nickelodeon USA
- Group Chat, 2020 - Nickelodeon USA
- Nickelodeon's Unfiltered, 2020 - Nickelodeon USA

### Reality show in streaming
- Dance-off Juniors, 2016
- JoJo's Juice, 2016-2017
- Teens Wanna Know, 2017
- Annie vs Hayley, 2019

## Filmografia

### Cinema
- When Pigs Fly, regia di Andrew Wood – cortometraggio (2017)
- To The Beat!, regia di Jillian Clare (2018)
- Grand-Daddy Day Care, regia di Ron Oliver (2019)
- To The Beat!: Back 2 School, regia di Jillian Clare (2020)
- L'ultimo colpo di mamma (The Sleepover), regia di Trish Sie (2020)

### Televisione
- Clique Wars – serie TV, episodi 1x11-1x12 (2015)
- C'è sempre il sole a Philadelphia (It's Always Sunny in Philadelphia) – serie TV, episodio 12x02 (2017)
- Nicky, Ricky, Dicky & Dawn – serie TV, episodio 3x06 (2017)
- Criminal Minds: Beyond Borders – serie TV, episodi 2x01-2x13 (2017)
- Walk The Prank – serie TV, episodio 2x11 (2017)
- Kidding - Il fantastico mondo di Mr. Pickles (Kidding) – serie TV, episodio 1x06 (2018)
- Coop & Cami: A voi la scelta (Coop & Cami Ask the World) – serie TV, 8 episodi (2018-2020)
- La famiglia McKellan (Family Reunion) – serie TV, episodio 1x20 (2019)
- All That – serie TV, episodio 11x27 (2020)
- Lex & Presley (Side Hustle) – serie TV (2020-2022)
- Alert: Missing Persons Unit - serie TV, episodio 2x07 (2024)

## Doppiatrici italiane
Nelle versioni in italiano delle opere in cui ha recitato, Jayden Bartels è stata doppiata da:
- Laura Cherubelli in Lex & Presley
- Agnese Marteddu in Alert: Missing Persons Unit

## Discografia

### Album
- 2019 - what really matters?

### Singoli
- 2018 - Can't Help Me Now
- 2018 - New You
- 2018 - Galaxy
- 2018 - Sleigh Ride (feat. Jenna Raine)
- 2019 - Ring (feat. Sky Katz)
- 2019 - You, Not Him
- 2019 - Hostage
- 2019 - The Group
- 2019 - Electric
- 2019 - Changing
- 2019 - Alphabet
- 2020 - Gameboy
- 2020 - Jealouse
- 2020 - We Got This (Side Hustle Theme Song feat. Jules LeBlanc)
- 2021 - Be You (feat. Jules LeBlanc)
- 2021 - A Song For Everyone (feat. Jules LeBlanc)
- 2021 - What I Like About Christmas (feat. Jules LeBlanc)
- 2022 - Worlds Collide (feat. That Girl Lay Lay, Jules LeBlanc, Gabrielle Nevaeh)
- 2023 - satisfied?